# Comm (Unix)
A comm egy Unix parancs, melyet két állomány összehasonlítására használhatunk. 

## Használata
A comm parancs beolvassa a két állományt és soronként feldolgozza. A comm parancs kimenetele három oszlopba van rendezve. Az első két oszlop a két állomány egyedi sorai, melyek nem szerepelnek a másik állományban.  Az utolsó oszlopban találhatók a közös sorok. Ez hasonlóan működik, mint a diff parancs.
Az oszlopok között tabok találhatók <tab>.  Ha a bemeneti állomány tartalmaz olyan sorokat, melyek elválasztó karakterekkel kezdődnek, akkor a kimeneti oszlop tartalma kérdőjeles lesz.  
Ahhoz, hogy a comm parancs helyesen működjön, ajánlatos a bemeneti állományok sorait megtörni.  

## Példák
File foo
```
apple
banana
eggplant
```

File bar
```
apple
banana
banana
zucchini
```

```
comm foo bar

                  apple
                  banana
          banana
eggplant
          zucchini
```

Az eredményből látszik, hogy az első banana szó mindkét állományban szerepel, a második banana szó viszont csak a második állományban jelenik meg.
Részletesebben a kimeneti állomány így néz ki.
Ahol a \t egy tab-ot jelent, míg az \n egy újsort.  A szóközök nem jelennek meg a kimeneti állományban.  
```
\t \t  a  p  p  l  e \n 
\t \t  b  a  n  a  n  a \n
\t  b  a  n  a  n  a \n
 e  g  g  p  l  a  n t \n
\t  z  u  c  c  h  i  n  i \n
```

## Összehasonlítás a diff paranccsal
Általában a diff parancs sokkal hatékonyabb eredményben, mint társa a comm.  Scriptek esetén a comm hasznosabbnak bizonyul.  